# Charles Assalé
Charles Assalé (ur. 1911 – zm. 10 grudnia 1999) – kameruński polityk, premier Wschodniego Kamerunu w latach 1960–65.
Po proklamowaniu niepodległości przez francuską część Kamerunu 1 stycznia 1960, prezydent kraju Ahmadou Ahidjo powierzył Assalému stanowisko premiera Wschodniego Kamerunu (profrancuskiego) 15 maja 1960, gdyż ten był z nim ściśle powiązany. Urząd premiera piastował do 19 czerwca 1965, a jego następcą został Vincent de Paul Ahanda.
Charles Assalé zmarł 10 grudnia 1999.